# Serge Lang
Serge Lang (Parigi, 19 maggio 1927 – Berkeley, 12 settembre 2005) è stato un matematico francese naturalizzato statunitense.
La sua fama è legata ai contributi dati alla teoria dei numeri e ancor più ai suoi numerosi libri di testo di matematica, tra cui l'influente Algebra. È stato membro del gruppo di matematici Bourbaki.

## Biografia
Nato a Parigi nel 1927, Serge Lang si trasferì adolescente a Los Angeles, California, insieme alla famiglia. Qui, nel 1943, si diplomò presso la Beverly Hills High School. Nel 1946 conseguì la laurea in fisica presso il Caltech. Dopo aver prestato servizio per un anno e mezzo nell'esercito statunitense, trascorsi per lo più in Germania e in Italia, iniziò gli studi superiori in filosofia presso l'Università di Princeton. Li abbandonò però dopo un anno, per dedicarsi da allora in poi alla matematica. Durante gli anni trascorsi a Princeton, subì l'influenza di Emil Artin, importante teorico dei numeri, e si appassionò all'algebra e alla teoria algebrica dei numeri. Nel 1951 conseguì il dottorato di ricerca con una dissertazione dal titolo On quasi algebraic closure, sotto la supervisione di Emil Artin.
Divenne poi instructor, a Princeton prima, alla Università di Chicago poi, fino al 1955. In quell'anno ottenne il suo primo incarico permanente presso la Columbia University, dove rimase fino al 1971; attivista impegnato contro la guerra del Vietnam, si dimise dal suo incarico per protesta contro il trattamento che la Columbia University riservava ai contestatori. L'anno dopo si trasferì alla Yale University, dove rimase per il resto della sua carriera. Quando morì, nel 2005, era professore emerito a Yale.

## Lavori matematici
La ricerca matematica di Serge Lang si sviluppò su un ampio ventaglio di direzioni. Dopo la presentazione della sua tesi di dottorato sui campi algebricamente quasi-chiusi, si occupò della teoria geometrica dei campi delle classi di resto e di geometria diofantea; in una fase successiva si dedicò all'approssimazione diofantea e alla teoria dei numeri trascendenti. Negli anni seguenti le sue ricerche riguardarono molti altri campi, in particolare le forme modulari e le unità modulari, le distribuzioni su gruppi profiniti e la teoria della distribuzione dei valori per le funzioni olomorfe.
L'ampiezza dei suoi interessi è mostrato anche dal fatto che il suo nome è legato a una serie di congetture, riguardanti in particolare la geometria diofantea: la congettura di Mordell-Lang, la congettura di Bombieri-Lang, la congettura del punto integrale di Lang, la congettura di Lang-Trotter, la congettura di Lang sui valori Gamma, la congettura di Lang sulle varietà analiticamente iperboliche.

## Libri
Serge Lang fu un autore molto prolifico ed efficace di testi matematici. Molte delle sue opere sono di livello avanzato, rivolte a coloro che svolgono ricerca nel campo della teoria dei numeri. Scrisse inoltre testi di analisi, e preparò un libro sulla coomologia dei gruppi per Bourbaki. Forse la sua opera più nota ed influente è costituita da Algebra, un manuale introduttivo all'algebra astratta a livello universitario, che ha ricevuto numerose riedizioni nel corso degli anni. Nel 1999, la American Mathematical Society gli conferì il Premio Steele per l'insegnamento della matematica in virtù della sua attività di espositore; "L'Algebra di Lang" - si legge nelle motivazioni - ha cambiato il modo in cui si insegna l'algebra superiore [..] essa ha influenzato tutti i testi di algebra universitari scritti da quel momento in poi". Molto noto è anche un suo manuale di algebra lineare (tradotto in Italia da Salvatore Ciampa per i tipi della Boringhieri).
Il suo collega Peter Jones paragona, in un articolo del Yale Daily News, la prolificità di Lang a quella di Eulero.

## Riconoscimenti
Lang è stato considerato dai suoi studenti all'università di Yale uno dei più grandi insegnanti di matematica del mondo. Oltre al citato premio Steele, nel 1960, ha vinto il Frank Nelson Cole Prize sull'algebra per il suo articolo Unramified class field theory over function fields in several variables (Annals of Mathematics, Series 2, volume 64 (1956), pp. 285–325).

## Attivismo politico
Oltre ad essere un matematico, Lang spese molto del suo tempo nell'impegno politico. Si schierò sul fronte degli attivisti americani contro la Guerra del Vietnam. Collaborò come volontario nel 1966 alla campagna anti-guerra di Robert Scheer (e in seguito scrisse un libro sull'argomento dal titolo La Campagna di Scheer). Più tardi, nel 1971, si dimise dal suo incarico presso la Columbia University per protesta verso l'Università per il trattamento che riservava ai contestatori contro la guerra.
Lang inoltre s'impegnò in varie occasioni nell'accusare chiunque egli riteneva che divulgasse disinformazione o abusasse della scienza e della matematica per promuovere i propri scopi.
Attaccò l'indagine del 1977 dei Professionisti Americani, un sondaggio di opinione che Seymour Martin Lipset e E. C. Ladd inviarono a migliaia di professori universitari degli Stati Uniti, perché secondo Lang conteneva numerosi pregiudizi e domande trabocchetto. Tale intervento portò a un conflitto pubblico molto acceso.
Nel 1986 si oppose alla nomina dello scienziato della politica Samuel P. Huntington all'Accademia Nazionale delle Scienze statunitense, denunciando il fatto che le sue ricerche consistevano in “opinioni politiche mascherate da scienza”. Lang alla fine la spuntò.
Lang teneva la sua corrispondenza politica e la documentazione correlata in esaurienti schedari. Spediva lettere e articoli, aspettava le risposte, stimolava gli scrittori ad ulteriori contributi, collezionava tutti questi scritti e poi metteva in evidenza ciò che egli considerava contraddittorio. Spesso inviava questi dossier a persone che considerava importanti; alcuni di essi furono pubblicati nel suo libro Challenges (Sfide), (ISBN 0-387-94861-9) e “The Files” (ISBN 0-387-90607-X). Il registro sulla presunta condotta sbagliata dello scienziato e Premio Nobel David Baltimore fu pubblicato per intero dalla rivista Ethics and Behavior, nel numero di gennaio 1993 . Lang si batté successivamente contro la decisione della Yale University di assumere lo storico della scienza Daniel Kevles, "reo" di aver ricostruito in un libro “Il Caso Baltimore” che il matematico riteneva fazioso.
La sua posizione politica più controversa fu quella assunta sulle ipotesi alternative sull'AIDS; egli affermava che il consenso scientifico predominante sul rapporto causale tra il virus HIV e l'AIDS non fosse sostenuto da affidabili metodi scientifici, e che le ulteriori ricerche necessarie all'approfondimento di questa questione sarebbero state soppresse ancora una volta per ragioni politiche ed economiche. Su questo tema era molto diretto e parte del suo libro Challenges fu dedicato a questo problema.

## Libri
- Introduction to Algebraic Geometry (1958)
- Abelian Varieties (1959)
- Diophantine Geometry (1962)
- Introduction to Differentiable Manifolds (1962)
- A First Course in Calculus (1964), as Short Calculus (2001)
- Algebraic Numbers (1964)
- A Second Course in Calculus (1965)
- Algebra (1965) and many later editions
- Algebraic Structures (1966)
- Introduction to Diophantine Approximations (1966)
- Introduction to Transcendental Numbers (1966)
- Linear Algebra (1966)
- Rapport sur la Cohomologie des Groupes (1966) as Topics in Cohomology of Groups (1986)
- A Complete Course in Calculus (1968)
- Analysis I (1968)
- Analysis II (1969)
- Real Analysis (1969)
- Algebraic Number Theory (1970)
- Introduction to Linear Algebra (1970)
- Basic Mathematics (1971)
- Differential Manifolds (1972)
- Introduction to Algebraic and Abelian Functions (1972)
- Calculus of Several Variables (1973)
- Elliptic Functions (1973)
- SL2(R) (1975)
- Complex Analysis (1977)
- Cyclotomic Fields (1978)
- Elliptic Curves: Diophantine Analysis (1978)
- Modular Units (1981) with Dan Kubert
- The File: Case Study in Correction 1977-1979 (1981)
- Undergraduate Analysis (1983)
- Complex Multiplication (1983)
- Fundamentals Of Diophantine Geometry (1983)
- The Beauty of Doing Mathematics: Three Public Dialogues (1985)
- Math!: Encounters with High School Students (1985)
- Riemann-Roch Algebra (1985) with William Fulton
- Introduction to Modular Forms (1987)
- Introduction to Complex Hyperbolic Spaces (1987)
- Geometry (1988)
- Introduction to Arakelov Theory (1988)
- Cyclotomic Fields II (1989)
- Undergraduate Algebra (1990)
- Real and Functional Analysis (1993)
- Differential and Riemannian Manifolds (1995)
- Basic Analysis of Regularized Series and Products (1993) with Jay Jorgenson
- Challenges (1997)
- Survey on Diophantine Geometry (1997)
- Fundamentals of Differential Geometry (1999)
- Math Talks for Undergraduates (1999)
- Problems and Solutions for Complex Analysis (1999) with Rami Shakarchi
- Collected Papers I: 1952-1970 (2000)
- Collected Papers II: 1971-1977 (2000)
- Collected Papers III: 1978-1990 (2000)
- Collected Papers IV: 1990-1996 (2000)
- Spherical Inversion on SLn (2001) with Jay Jorgenson
- Posn(R) and Eisenstein Series (2005) with Jay Jorgenson
- The Heat Kernel and Theta Inversion on SL2(C) (2008) with Jay Jorgenson